# シヴェルシク
- シヴェルスク[1]
- セヴェルスク

シヴェルシク (ウクライナ語: Сі́верськ,  発音; ロシア語: Се́верск, ラテン Seversk; 1973年までは Yama [Я́ма; Я́ма]) は、ウクライナ東部ドネツィク州 (州) のバフムート地区の市で、ドネツィクから99キロメートル北に位置する。人口は2023年推計で1,000人で、2010年は12,608人であった。
同じラヨン（地区）には、特にストロイデタル・ブロック工場など、かなりの数の工業工場が存在する。シヴェルシクは、ヤマスキー（Yamskyi）という名の旧ソフホーズであった。1910年にヤマ鉄道駅の近隣にドロマイト採鉱場が作られたことから、1913年に町が設立された。町は1961年に市の地位を獲得し、1973年にはシヴェルシクへと改名した。
2014年7月10日、町はウクライナ軍によって、親露分離派から守られたと報じられた。

## ギャラリー

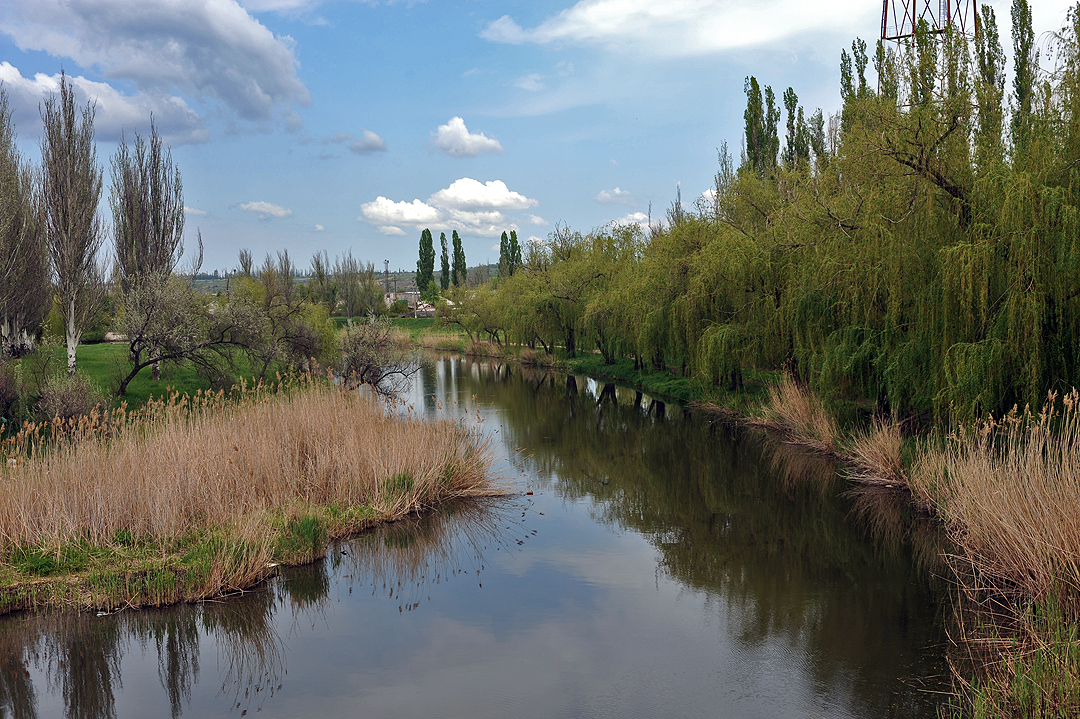
シヴェルシク近くのバフムート川
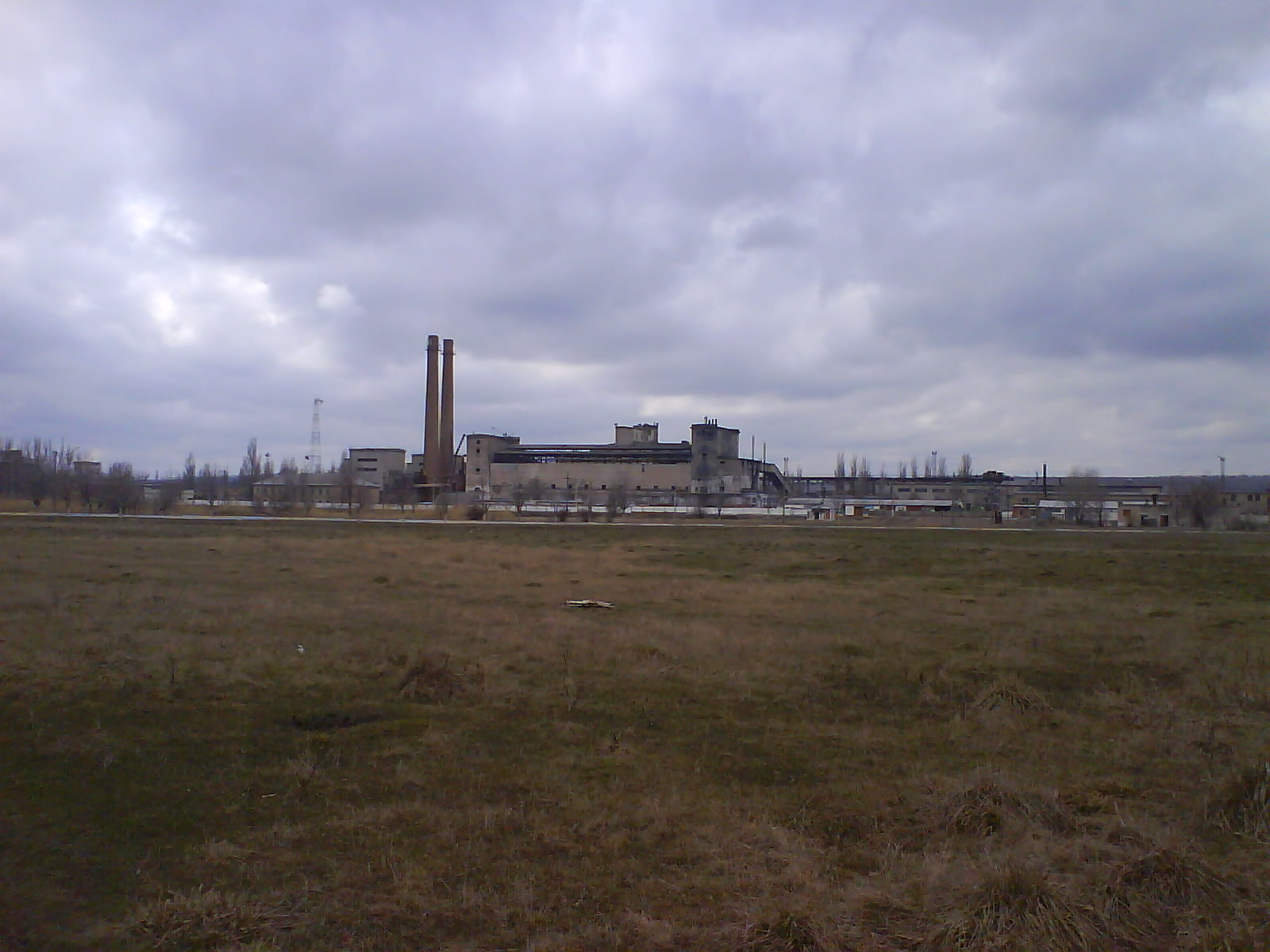
シヴェルシク・ドロマイト工場

## 人口
近年の人口推計若しくは国勢調査による結果:
| 1989*  | 2001*  | 2005   | 2006   | 2007   | 2008   | 2009   | 2010   |
| ------ | ------ | ------ | ------ | ------ | ------ | ------ | ------ |
| 14,019 | 14,393 | 13,478 | 13,253 | 13,112 | 12,916 | 12,742 | 12,608 |